# Sanxiasaurus modaoxiensis
Sanxiasaurus modaoxiensis es la única especie conocida del género extinto Sanxiasaurus ("lagarto de las Tres Gargantas", por las Tres Gargantas del río Yangtsé) de dinosaurio ornitisquio neornitisquio que vivvió a mediados del período Jurásico, hace 170 millones de años, durante el Bajociano, en lo que es hoy Asia. Encontrado en la Formación Xintiangou del Jurásico Medio en el municipio de Chongqing de China. El tipo y única especie es S. modaoxiensis. El holotipo es un esqueleto postcraneal parcial que consta de 55 huesos que incluyen dos vértebras cervicales, 11 vértebras dorsales, 4 vértebras sacras, 18 vértebras caudales, ambos húmeros, radio y cúbito, el ilion parcial derecho, el isquion parcial derecho, fémur y tibia, peroné izquierdo, 3 metatarsos y 4 falanges ". En un análisis filogenético, se encontró que era un neornitisquio basal, más derivado que Lesothosaurus y menos derivado que Hexinlusaurus.